# 小镇大法官 (电视剧)
《小镇大法官》（原名《中国式法庭》），2016年中国大陆刑侦剧，2014年11月開機，2015年2月殺青。由刘卫兵编剧，梦继执导，林永健、李健、李小萌、郭广平等主演，由最高人民法院影视中心、中国中央电视台、中国国际电视总公司等单位制作。本片是中国大陆首部田园法制轻喜剧，也是“依法治国重点剧目”之一。2016年3月21日在央视一套黄金时段首播。

## 剧情
人民法院的最小派出机构——荷塘法庭一共有五个人，庭长王德忠（林永健饰）办案时经常出人意料。而新到荷塘法庭任职的年轻法官姜浩（李健饰）是职场草根阶层的代表。其余三个人分别是老法官何见、书记员彭小青、法律援助工作者肖丽云。本剧以王德忠为首的基层小法官，以“草根智慧”帮助群众解决民事案件，以“流动”的法庭展现基层群众的生活百态。每件小事里都充满了乡村生活的诙谐和幽默，真正诠释了“中国式”的法庭。

## 角色
| 演员   | 角色   | 简介                                                                                       |
| ------ | ------ | ------------------------------------------------------------------------------------------ |
| 林永健 | 王德忠 | 荷塘法庭庭长                                                                               |
| 李健   | 姜浩   | 新到荷塘法庭任职的年轻法官                                                                 |
| 李小萌 | 肖丽云 | 王德忠的女儿，曾是姜浩的同学与恋人，毕业后分配到省法院工作，任司法助理员（法律援助工作者） |
| 郭广平 | 高大宽 | 王德忠义弟                                                                                 |
| 毛毅   | 牛天   | 年轻商人                                                                                   |
| 李依玲 | 彭小青 | 荷塘法庭书记员                                                                             |
| 赵熠洋 | 何见   | 荷塘法庭法官                                                                               |

## 评价
中国官媒新华网评论称：“该剧在逗趣搞笑的同时，又能传递了大的智慧和情怀”。

## 宣传活动
2016年3月2日，该剧举行开播仪式，最高人民法院院长周强、最高人民法院副院长景汉朝均有出席。